# Guto Bebb
Pour les articles homonymes, voir Bebb.
Guto ap Owain Bebb (né le 9 octobre 1968) est un homme politique Gallois et un ancien consultant en affaires. 

## Jeunesse et carrière
Bebb est né le 9 octobre 1968 à Wrexham d'une famille originaire de Bangor et Blaenau Ffestiniog. Il étudie à Ysgol Syr Hugh Owen à Caernarfon. Diplômé de l'Université du pays de Galles, Aberystwyth, avec un BA en histoire en 1990. Il dirige par la suite un cabinet de conseil en développement économique. Il travaille aussi comme directeur du développement commercial d'Innovas Wales.
Il est député pour Aberconwy lors de 2010 à 2019. Il est sous-secrétaire d'État parlementaire au bureau du Pays de Galles en 2016-2018. Il est ministre des achats de la défense de janvier 2018 jusqu'à sa démission en juillet de la même année. Élu pour la première fois en tant que député pour le parti conservateur, Bebb est exclu du groupe conservateur le 3 septembre 2019. Il siège les derniers mois de sa carrière politique en tant que député indépendant.